# Atlantisch orkaanseizoen 2004
Het Atlantisch orkaanseizoen 2004 duurde van 1 juni 2004 tot 2 december 2004, toen de laatste tropische storm, Otto oploste. Normaal duurt het seizoen van 1 juni tot 30 november. Voorafgaand aan het seizoen werd een iets actiever seizoen dan normaal voorspeld. Het Atlantisch Orkaanseizoen 2004 werd echter een hyperactief orkaanseizoen. Het seizoen 2004 staat nu achter 2005, 1950 en 1995 op de vierde plaats. Het seizoen telde 15 tropische cyclonen en één subtropische. Van de 15 bereikten 14 cyclonen de status van tropische storm en de subtropische cycloon bereikte de status van subtropische storm. Deze kregen allemaal een naam. Van de 14 tropische stormen bereikten 9 orkaanstatus. Zes orkanen groeiden uit tot "majeure" orkanen, dat wil zeggen categorie 3 of meer.

## Cyclonen

### Orkaan Alex
De eerste depressie ontstond voor de kust van South Carolina. Op 1 augustus werd zij een tropische storm met de naam Alex. Alex nam snel in kracht toe op 3 augustus bereikte Alex orkaanstatus en een paar uur later was Alex een orkaan van de tweede categorie. Alex schampte aan de kust van South Carolina, maar kwam niet aan land. Toen Alex terug naar de oceaan koerste versterkte hij zich tot een orkaan van de derde categorie. Daarmee was Alex de tweede orkaan, die ooit ten noorden van de 38ste breedtegraad tot majeure orkaan wist te promoveren. Alex eiste één gewonde en $2.400.000,- aan schade.

### Tropische storm Bonnie
Op 3 augustus ontwikkelde zich uit een tropische storing, die de Bovenwindse Eilanden naderde, tropische depressie 2. De volgende dag echter, loste tropische depressie 2 op ten westen van de bovenwindse eilanden. De overblijfselen van tropische depressie 2 trokken verder westwaarts richting de Straat Yucatan, waar zij op 9 augustus regenereerde tot tropische storm Bonnie. Hoewel Bonnie er op dat moment niet goed georganiseerd uitzag, vertoonde zij wel een oog en een gesloten oogrok, hoewel het een heel kleine storm was van minimale intensiteit. De storm had nauwelijks 8 Beaufort bereikt en winden van deze sterkte kwamen maar in een straal van 50 km van het oog voor. Dit is heel opmerkelijk. Bonnie draaide naar het noordoosten en verzwakte. Zij kwam nog wel als tropische stom aan land in het noorden van Florida, maar daarna verzwakte zij snel tot tropische depressie. Zij trok langs de kust verder naar het noordoosten. In North Carolina veroorzaakte Bonnie tornado's, die aan 3 mensen het leven kostte. Op 13 augustus had Bonnie boven New England haar tropische kenmerken verloren.

### Orkaan Charley
Op 9 augustus ontstond even ten oosten van de bovenwindse eilanden tropische depressie 3. Zij trok naar het westnoordwesten en werd de volgende dag tropische storm Charley. Op 11 augustus naderde Charley Jamaica en promoveerde tot orkaan. De volgende dag deed Charley de Kaaimaneilanden aan en trok als een orkaan van de derde categorie westelijk langs de Cubaanse hoofdstad Havana. Na tot de tweede categorie te zijn verzwakt, nam hij plotseling in kracht toe en draaide naar het noordoosten. Charley kwam op 13 augustus aan land bij Port Charlotte, Florida als orkaan van de vierde categorie. Charley stak het schiereiland over en kwam op 14 augustus in South Carolina – nog steeds een orkaan – weer aan land. Boven North Carolina degradeerde Charley tot tropische storm. Op 15 augustus loste tropische depressie Charley op bij Cape God, Massachusetts.

### Orkaan Danielle
Tropische depressie 4 ontstond op 13 augustus 440 km ten zuidoosten van Cabo Verde. Zij trok naar het westen en werd 12 uur later gepromoveerd tot tropische storm Danielle. Op 14 augustus werd Danielle een orkaan en draaide in haar koers steeds meer naar het noordwesten. Zij versterkte nog tot een orkaan van de tweede categorie draaide naar het noorden en verzwakte toen, terwijl zij ook in haar koers stagneerde. op 19 augustus degradeerde zij tot tropische storm. op 20 augustus tot een tropische depressie en op 21 augustus loste zij op tot een lagedrukgebied.

### Tropische storm Earl
Tropische depressie 5 ontstond op 13 augustus ten oosten van de bovenwindse eilanden. Zij koerste naar het westen en werd de volgende dag tropische storm Earl. Op 15 augustus Earl kwam ten zuiden van Grenada de Caraïbische Zee binnen. Earl degenereerde de volgende dag tot een tropische storing, die koers hield naar het westen. Deze storing stak Midden-Amerika over en kwam in de Grote Oceaan terecht, waar de storing opnieuw een tropische depressie werd; TD 8E. Tropische depressie 8E werd later Orkaan Frank.

### Orkaan Frances
Op 24 augustus ontstond tropische depressie 6 uit een sterke tropische storing op 1400 km ten westzuidwesten van Kaapverdië. De volgende dag promoveerde zij tot Frances. Frances draaide naar het noordwesten en nam snel in kracht toe tot een orkaan van de vierde categorie op 27 augustus. Zij draaide weer bij naar het westen en koerste op de Bahama's, Turks- en Caicoseilanden en Florida af. Van 2 september tot 4 september teisterde Frances de Bahama's. Haar koers stagneerde en zij was verzwakt tot een orkaan van de tweede categorie. Na 24 uur stationair voor de kust van Florida te hebben stilgelegen, trok zij verder noordwestwaarts. Op 5 september landde zij in Florida, trok langzaam het schiereiland over, de Golf van Mexico in. Daar draaide zij naar het noorden en kwam opnieuw aan land in het noordwesten van Florida. Zij veroorzaakte veel regen boven Georgia, North Carolina en Virginia. Op 9 september degradeerde Frances tot tropische depressie en loste op boven Pennsylvania. Frances eiste 7 mensenlevens en $ 9.000.000.000,- schade. Verder veroorzaakte Frances een recordaantal van 123 tornado's in de Verenigde Staten.

### Orkaan Gaston
Tropische depressie 7 vormde zich op 27 augustus 225 km ten zuidoosten van Charleston, de hoofdstad van South Carolina. De Depressie meanderde voor de kust en versterkte de volgende dag tot tropische storm Gaston. Gaston zette koers naar South Carolina en kwam op 29 augustus aan land als orkaan van de eerste categorie. Het was pas eerst aan het einde van het seizoen dat dit na analyse van de cycloon erkend werd en Gaston werd opgewaardeerd tot orkaan, zoals Cindy in 2005. Gaston trok naar het noordoosten en de volgende dag degradeerde Gaston tot een depressie. Op 30 augustus werd Gaston weer een tropische storm, maar op 1 september verloor hij bij Nova Scotia zijn tropische kenmerken. Gaston eiste 9 mensenlevens en $130.000.000,- schade.

### Tropische storm Hermine
Hermine ontstond op 28 augustus uit een georganiseerde storing tussen Bermuda en de Amerikaanse oostkust. Zij trok eerst naar het noordwesten en later naar het noorden, terwijl zij steeds meer van haar convectie verloor. Toen zij op 31 augustus in Massachusetts landde, was zij niet veel meer dan laaghangende bewolking. Hermine veroorzaakte enig onweer in Long Island en delen van New England, maar de meeste mensen hadden niet door dat het een tropische storm was. Een paar uur later werd Hermine een extratropische cycloon.

### Orkaan Ivan

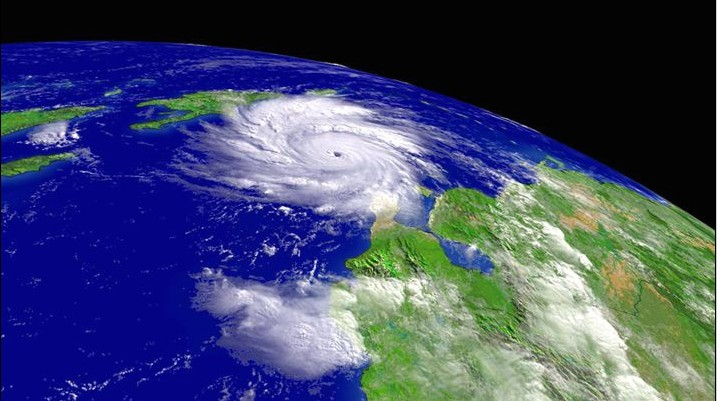
Orkaan Ivan

Orkaan Ivan kreeg de bijnaam Ivan de verschrikkelijke naar de beruchte tsaar Ivan IV en was een orkaan van het Kaapverdische type. Op 2 september ontstond tropische depressie 9 bij Kaapverdië en nam snel in kracht toe, terwijl zij koers zette naar de Caraïbische Zee. De volgende dag promoveerde zij tot tropische storm Ivan en op 5 september werd Ivan een orkaan. Dezelfde dag nog werd Ivan een orkaan van de vierde categorie op de tiende breedtegraad. Daardoor was Ivan de sterkste storm, die zich zo dicht bij de evenaar had gevormd. Op 7 september Ivan ramde Grenada frontaal als een orkaan van de derde categorie, verwoestte het eiland en kwam in de Caraïbische Zee. Daar versterkte Ivan zich tot een orkaan van de vijfde categorie. Ivan trok ten zuiden van Jamaica langs als orkaan van de vierde categorie, verder tot 50 km van Grand Cayman als orkaan van de vijfde categorie. Ivan trok richting de Cubaanse provincie Pinar del Río en trok door deze provincie ook als Orkaan van de vijfde categorie.
Ivan trok verder naar het noorden en kwam op 16 september als sterke categorie 3 aan in Alabama. Ivan trok verzwakkend naar het noordoosten met veel regen, waar hij op 21 september een lagedrukgebied voedde, zodat er een extra tropische storm ontstond met orkaan winden boven Nova Scotia in Canada. De overblijfselen draaiden naar het zuiden en zuidoosten, over het zuidoosten van de Verenigde Staten in de Golf van Mexico, alwaar de overblijfselen aan een tweede leven begonnen als tropische storm Ivan. Ivan trok naar het noordwesten en kwam in Louisiana aan land, alwaar zij boven Texas snel oploste. Ivan eiste 92 mensenlevens en veroorzaakte $13.000.000.000,- aan schade. Ivan was de sterkste storm van 2004 en de enige orkaan van de vijfde categorie. Ivan promoveerde maar liefst drie keer tot de vijfde categorie.

### Tropische depressie 10
Over tropische depressie 10 kunnen we kort zijn: zij ontstond op 9 september op 675 km ten westen van de Azoren en handhaafde zich maar 12 uur als tropische cycloon, een record als kortst levende tropische depressie.

### Orkaan Jeanne
Tropische depressie 11 vormde zich op 13 september ten oosten van Guadeloupe. De volgende dag promoveerde zij tot Jeanne. Op 15 september trok zij over Puerto Rico. De volgende dag landde zij op het eiland Hispaniola als orkaan van de eerste categorie. Het bergachtige Hispaniola deed Jeanne degenereren tot tropische depressie. Door Ivan werd zij in haar koers gehinderd. Ivan trok een trog ten westen van haar, zoals een ploegschaar doet op een akker. Vanuit deze trog werd Jeanne naar het westen gezogen. Niet alleen stagneerde hierdoor de snelheid van haar koers (zij bleef lang hangen, waardoor haar regenval enorme schade kon aanrichten), maar dit aanzuigen was ook een belangrijke oorzaak van haar degeneratie. Weer boven de Atlantische Oceaan kon zij eerst langzaam terugkomen, maar toen zij eenmaal koers naar het noorden had gezet, ging het snel. Zij werd weer een orkaan draaide rechtsom een lus en stevende af op de Bahama's en trof de Bahama's op 25 september als orkaan van de derde categorie. Op 26 september kwam zij aan in Florida en degradeerde tot tropische storm. Boven Florida trok zij naar het noordoosten en werd boven Georgia een tropische depressie. Zij bracht veel regen aan de Amerikaanse oostkust, boven op de regenval, die eerder was achtergelaten door Frances en Ivan. Jeanne eiste 3025 mensenlevens, waarvan 2800 in Gonaïves, dat bijna door modderstromen van de kaart werd geveegd. In de Verenigde Staten veroorzaakte Jeanne $6.800.000.000,- schade.

### Orkaan Karl
Op 16 september ontstond op 1080 km ten westzuidwesten van de archipel Kaapverdië tropische depressie 12. Zij werd dezelfde dag nog tropische storm Karl. Op 18 september versterkte Karl zich tot een orkaan en werd dezelfde dag nog een majeure orkaan. Daarna trok Karl naar het noordnoordwesten en werd de volgende dag een orkaan van de vierde categorie. Zijn intensiteit fluctueerde, maar hij bereikte nogmaals de vierde categorie. Karl was nog steeds op orkaankracht toen de depressie extratropisch werd verklaard op 24 september. Twee dagen later trof Karl als extratropische storm de eilandengroep de Faeröer met windsnelheden van 144 km/uur, bijna een orkaan van de tweede categorie.

### Orkaan Lisa
Tropische depressie 13 ontwikkelde zich op 19 september 1050 km ten westzuidwesten van Kaapverdië en promoveerde de volgende dag tot tropische storm Lisa. Haar ontwikkeling werd verstoord door de invloed van orkaan Karl. Op 22 september voegde zij zich samen met een tropische storing aan haar oostzijde. Dat verzwakte Lisa voor een paar dagen tot een tropische depressie. Lisa koerste naar het noorden en herwon op 25 september de status van tropische storm. Daarna fluctueerde zij in intensiteit om op 1 oktober toch een orkaan te worden. Daarna kwam Lisa boven kouder water, verzwakte en verloor haar tropische kenmerken op 3 oktober. Lisa behield het record de meeste tijd te nemen om na naamgeving te promoveren tot orkaan. In 2005 werd dit record verbroken door Irene. Lisa vormde nooit in haar bestaan een bedreiging.

### Tropische storm Matthew
Matthew begon als tropische storing boven het zuidwesten van de Golf van Mexico, die uitgroeide tot een lagedrukgebied. Deze begon tropische kenmerken te vertonen en werd op 8 oktober tropische storm Matthew. Matthew trok naar het noordoosten als minimale tropische storm met winden van 65 km per uur naar het noordnoordoosten en landde met deze intensiteit in Louisiana aan land op 10 oktober en verloor snel haar tropische kenmerken.

### Subtropische storm Nicole
Op 10 oktober kwam ten westen van Bermuda subtropische storm Nicole voort uit een lagedrukgebied, dat tropische kenmerken ging vertonen. Nicole trok eerst naar het noordwesten, maar draaide snel naar het noordoosten en bracht lichte regen op Bermuda. Nicole verloor de volgende dag haar tropische kenmerken.

### Tropische storm Otto
Na bijna 7 weken, op de laatste dag van het officiële seizoen, ontstond tropische storm Otto uit een lagedrukgebied, dat tropische kenmerken ging vertonen. Otto dreef naar het zuidwesten midden op de Atlantische oceaan als een minimale tropische storm. Op 2 december loste hij op.

## Namen
De lijst met namen voor 2004 was hetzelfde als die van 1998, met dat verschil dat Gaston en Matthew in de plaats van Georges en Mitch waren gekomen. De namen Gaston, Matthew en Otto werden voor het eerst gebruikt. In 2005 zijn de namen Charley, Frances, Ivan en Jeanne van de lijst gehaald, voorlopig nog een recordaantal namen. Dezelfde lijst werd in 2010 wederom gebruikt, maar dan met de namen Colin, Fiona, Igor en Julia.
| - Alex - Bonnie - Charley - Danielle - Earl - Frances - Gaston | - Hermine - Ivan - Jeanne - Karl - Lisa - Matthew - Nicole | - Otto - Paula (niet gebruikt) - Richard (niet gebruikt) - Shary (niet gebruikt) - Tomas (niet gebruikt) - Virginie (niet gebruikt) - Walter (niet gebruikt) |